# MareNostrum

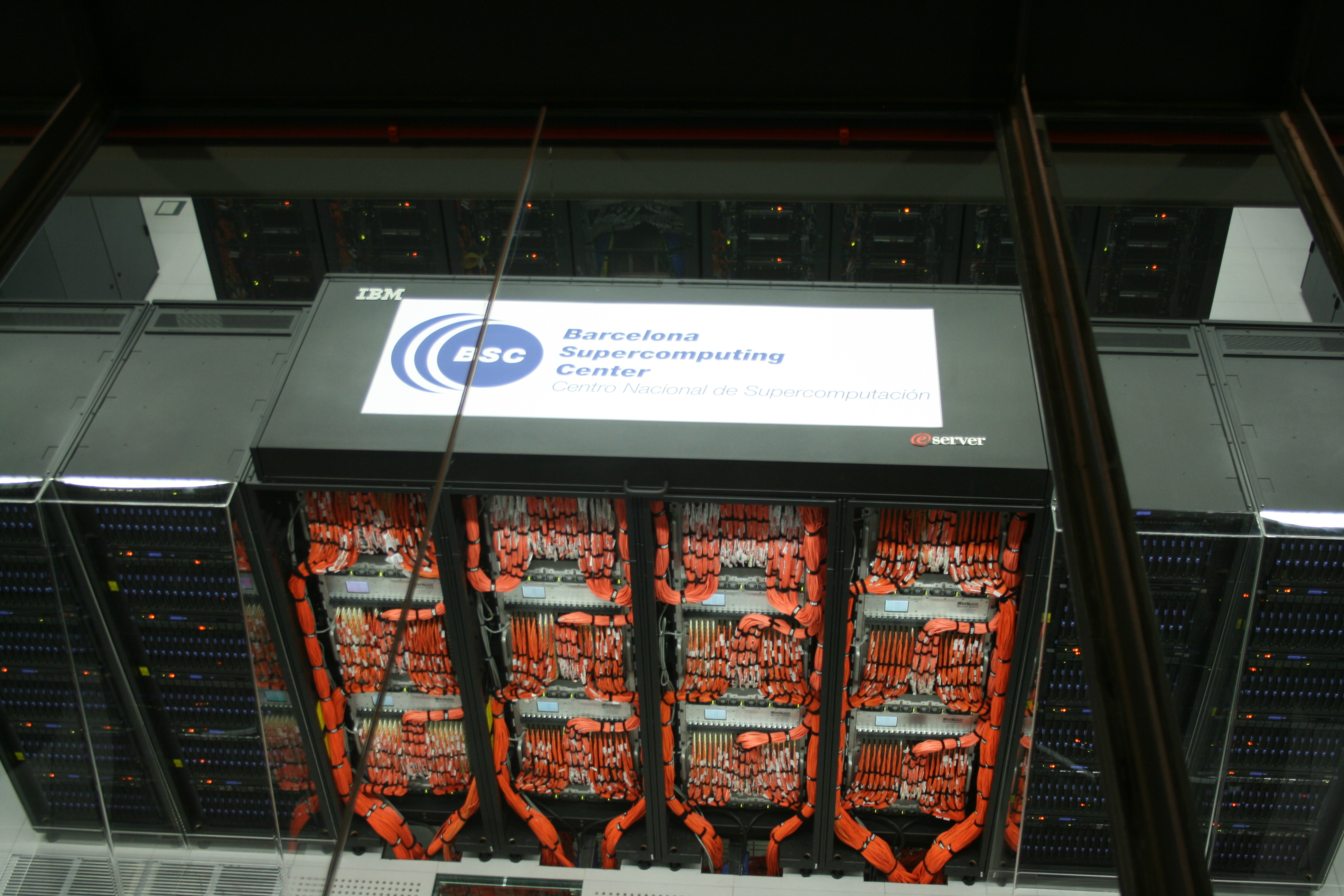
MareNostrum, vedere din partea superioară

MareNostrum este un supercomputer, situat în iunie 2009 pe locul 60 în topul celor mai puternice calculatoare din lume. MareNostrum este principala unealtă din cadrul Centrului de supercomputere Barcelona (engleză Barcelona Supercomputing Center), și este găzduit într-o fostă capelă, în cadrul Universității Politehnice a Cataloniei. Calculatorul este folosit pentru cercetări în domeniul genomului uman, al proteinelor, dar și pentru prognoza vremii.

## Istoric
MareNostrum a fost construit în 2005, fiind la acea vreme cel mai puternic calculator din Europa. Un an mai târziu el și-a dublat capacitatea de procesare, ajungând la valorile de astăzi. În noiembrie 2006, MareNostrum era din nou cel mai puternic calculator din Europa și al cincilea la nivel mondial.

## Caracteristici tehnice
Din punct de vedere tehnic, MareNostrum este un cluster IBM BladeCenter JS21, cu 10.240 de procesoare PowerPC 970, 20 TB de memorie RAM și sistem de interconectare Myrinet. Aceste resurse sunt împărțite în 2.560 de noduri, fiecare cu 2 procesoare dual-core PowerPC la 2,3 GHz, 8 GB de memorie și 36 GB pentru stocare. Pentru transportul datelor se folosește o rețea Gigabit Ethernet și 5 switchuri. Suprafața ocupată este de 120m2 și greutatea sistemului este de 40 t.
Capacitatea totală de calcul este de 62,63 teraflops și performanța maximă este de 94,21 teraflops, calculată cu sistemul de testare LINPACK. Sistemul de operare folosit este Suse Linux Enterprise Server 9.